# Rosa 'Joaquin Mir'
'Joaquin Mir' (el nombre de la obtención registrada 'Joaquin Mir'), es un cultivar de rosa que fue conseguido en España en 1940 por el rosalista catalán P. Dot.

## Descripción
'Joaquin Mir' es una rosa moderna cultivar del grupo Híbrido de té.
El cultivar procede del cruce de 'Mrs. Pierre S. duPont' x 'Señora Gari'.
Las formas arbustivas del cultivar tienen porte erguido y alcanza de 100 cm de alto. Las hojas son de color verde oscuro y brillante.
Sus delicadas flores de color amarillo profundo, de fragancia moderada. Primavera o verano son las épocas de máxima floración, si se le hacen podas más tarde tiene después floraciones dispersas.

## Origen
El cultivar fue desarrollado en España por el prolífico rosalista catalán P. Dot en 1940.
'Joaquin Mir' es una rosa híbrida diploide con ascendentes parentales de 'Mrs. Pierre S. duPont' x 'Señora Gari'.
La obtención fue registrada bajo el nombre cultivar de 'Joaquin Mir' por P. Dot en 1940 y se le dio el nombre comercial de 'Joaquin Mir'.

## Cultivo
Aunque las plantas están generalmente libres de enfermedades, es posible que sufran de punto negro en climas más húmedos o en situaciones donde la circulación de aire es limitada.
Las plantas toleran la sombra, a pesar de que se desarrollan mejor a pleno sol. En América del Norte son capaces de ser cultivadas en USDA Hardiness Zones 6b a 9b.
La resistencia y la popularidad de la variedad han visto generalizado su uso en cultivos en todo el mundo.